# Heliconius pione
Heliconius pione är en fjärilsart som beskrevs av Jacob Hübner 1816. Heliconius pione ingår i släktet Heliconius och familjen praktfjärilar. Inga underarter finns listade i Catalogue of Life.